# Włościejewice
Włościejewice (prononciation : [vwɔɕt͡ɕejɛˈvit͡sɛ]) est un village polonais de la gmina de Książ Wielkopolski dans le powiat de Śrem de la voïvodie de Grande-Pologne dans le centre-ouest de la Pologne.
Il se situe à environ 9 kilomètres au sud-ouest de Książ Wielkopolski (siège de la gmina), à 15 kilomètres au sud-est de Śrem (siège du powiat) et à 48 kilomètres au sud de Poznań (capitale régionale).

## Histoire
De 1975 à 1998, le village faisait partie du territoire de la voïvodie de Poznań.

Depuis 1999, Włościejewice est situé dans la voïvodie de Grande-Pologne.
Le village possède une population de 198 habitants en 2006.